# Earl's Court (Metropolitano de Londres)
Earl's Court é uma estação do Metrô de Londres. Fica localizada no distrito de Earls Court em Londres. É um intercâmbio importante para ambas as linhas District e Piccadilly e está situada na Zona 1 e na Zona 2 do Travelcard.

## História
Em 12 de abril de 1869, a District Railway (DR, agora a linha District) abriu trilhos através de Earl's Court como parte de uma extensão para sudoeste de sua estação em Gloucester Road para West Brompton onde a DR abriu um intercâmbio com a West London Extension Joint Railway (WLEJR, agora a West London Line). Na sua inauguração, o ramal não contava com estação intermediária.

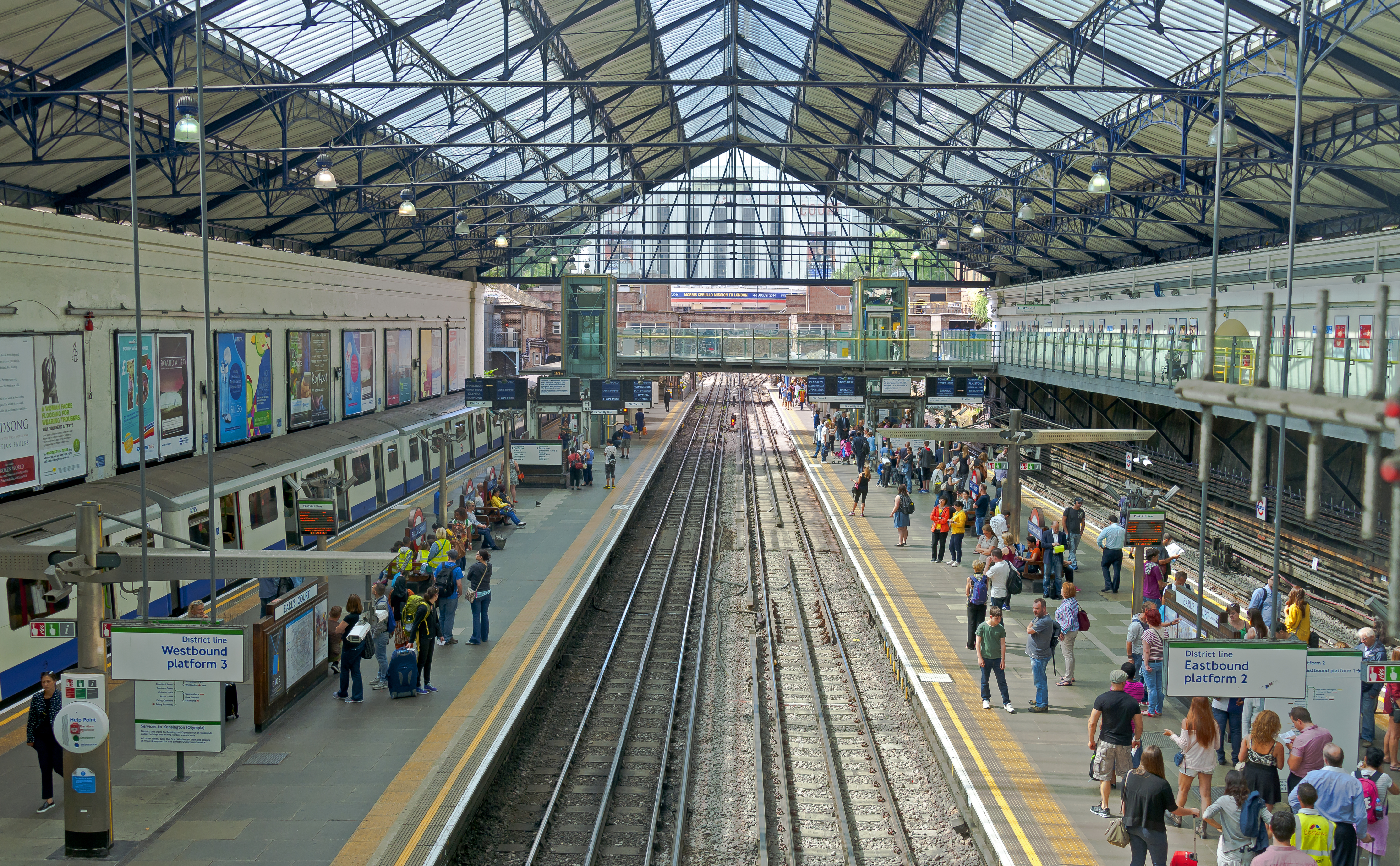
Vista aérea das plataformas da linha District em Earl's Court

Em 3 de julho de 1871, o DR abriu uma ligação para o norte a partir do ramal de West Brompton que se conectava ao Inner Circle (agora a Circle line) ao sul da High Street Kensington. Os residentes locais perto de Earl's Court apresentaram uma petição contra a construção da estação pela DR, que foi inaugurada em 30 de outubro. A estação original era um simples escritório de reservas de madeira.
Em 30 de junho de 1900, o serviço do Middle Circle foi retirado a leste de Earl's Court, que foi o término do serviço até 31 de janeiro de 1905, quando o serviço foi cortado novamente para terminar em Addison Road. Em 15 de dezembro de 1906, a Great Northern, Piccadilly and Brompton Railway (GNP&BR, agora a linha Piccadilly) foi inaugurada entre Hammersmith e Finsbury Park, servindo Earl's Court a partir de plataformas em túneis profundos construídos abaixo da estação de superfície. Ao contrário de Gloucester Road e South Kensington, outras estações servidas pelas linhas District e Piccadilly, um novo prédio para abrigar os elevadores para as plataformas de nível profundo não foi necessário. Em vez disso, foi fornecido espaço dentro da estação existente, e a linha corria em um túnel profundo abaixo das plataformas da District.
Em 4 de outubro de 1911, as primeiras escadas rolantes do metrô foram inauguradas em Earl's Court para complementar o acesso por elevador.
A estação passou por grandes obras de reforma em 2005. Elevadores adicionais para pessoas com mobilidade reduzida foram adicionados a partir das plataformas da linha District. Inicialmente, eles sofreram com problemas operacionais, levando a uma revisão do equipamento pela Transport for London. Em dezembro de 2006, começaram os trabalhos de reparação do telhado como parte de um programa de restauração de £ 10 bilhões.

## Serviços
Earl's Court é um centro para várias rotas na linha District e linha Piccadilly. Está na Zona 1 e na Zona 2 do Travelcard. O saguão da estação está dividido em dois níveis. A linha District está na seção superior a 4,8 metros (16 pé) abaixo do solo e cobre as plataformas 1–4, com duas plataformas insulares entre os pares de linhas. A linha Piccadilly cobre as plataformas inferiores 5–6, a 19,8 metros (65 pé) abaixo do solo. As escadas rolantes de conexão ficam na entrada da Warwick Road, enquanto o elevador fica em direção ao centro.

## Conexões
As rotas dos ônibus de Londres 74, 328, 430, C1 e C3 e as rotas noturnas N31, N74 e N97 servem a estação.